# Horst Alisch
Horst Alisch (Berlín, 20 de mayo de 1925- 25 de enero de 2020) fue un caricaturista e historietista alemán.

## Vida
Después de interrumpir su educación para trabajar en bancos, estudió cuatro semestres en la escuela de arte Deutsche Zeichenfilm. Después fue reclutado por la Wehrmacht y hecho prisionero de guerra.
Después de la Segunda Guerra Mundial se trasladó a la República Democrática Alemana, donde entre los años 1954 y 1984 fue dibujante político del periódico BZ am Abend, y después de ese periodo se dedicó exclusivamente al humor gráfico. Desde 1968 trabajó en la revista infantil FRÖSI, donde también era miembro del consejo de redacción y del consejo artístico. También colaboró en la publicación satírica Eulenspiegel y en la editorial Verlag Volk und Welt, y destacó como autor de varias historietas. Fue conocido por dibujar a «Emmy», una elefante que se utilizó para promocionar el sistema de reciclaje SERO. Desde 1989 se desempeña como editor.

## Obra
- Lachkabinett (1970)
- Ali und Archibald (1986)
- Pinselfahrt mit Käpt'n Lütt (1986)
- Emmy-Bilder-Spaß-Geschichten (1990)